# بنفلورالین
بنفلورالین (به انگلیسی: Benfluralin) یک ترکیب شیمیایی با شناسه پاب‌کم ۲۳۱۹ است. شکل ظاهری این ترکیب، بلورهای جامد نارنجی است.